# Порт Орчард (Вашингтон)
Порт Орчард (енгл. Port Orchard) град је у америчкој савезној држави Вашингтон. По попису становништва из 2010. у њему је живело 11.144 становника.

## Демографија
Према попису становништва из 2010. у граду је живело 11.144 становника, што је 3.451 (44,9%) становника више него 2000. године.
| Група             | 2000.         | 2010.         |
| Белци             | 6.120 (79,6%) | 8.548 (76,7%) |
| Афроамериканци    | 308 (4,0%)    | 375 (3,4%)    |
| Азијати           | 284 (3,7%)    | 644 (5,8%)    |
| Хиспаноамериканци | 395 (5,1%)    | 730 (6,6%)    |
| Укупно            | 7.693         | 11.144        |